# Túnicas do cristianismo anglicano
As túnicas usadas pelos Anglicanos são: a batina, a chamarra anglicana, o sobrepeliz e a alva. No Anglicanismo as batinas coloridas como também as demais vestes litúrgicas de cor branca tem suas origens nos professores da fé que se inspiraram em passagens bíblicas como (Êx 28:1-5. 39:27), (Lv 8:7,30. 16:4,32), (Ap 7:14), como também nas togas greco-romanas

## Chamarra

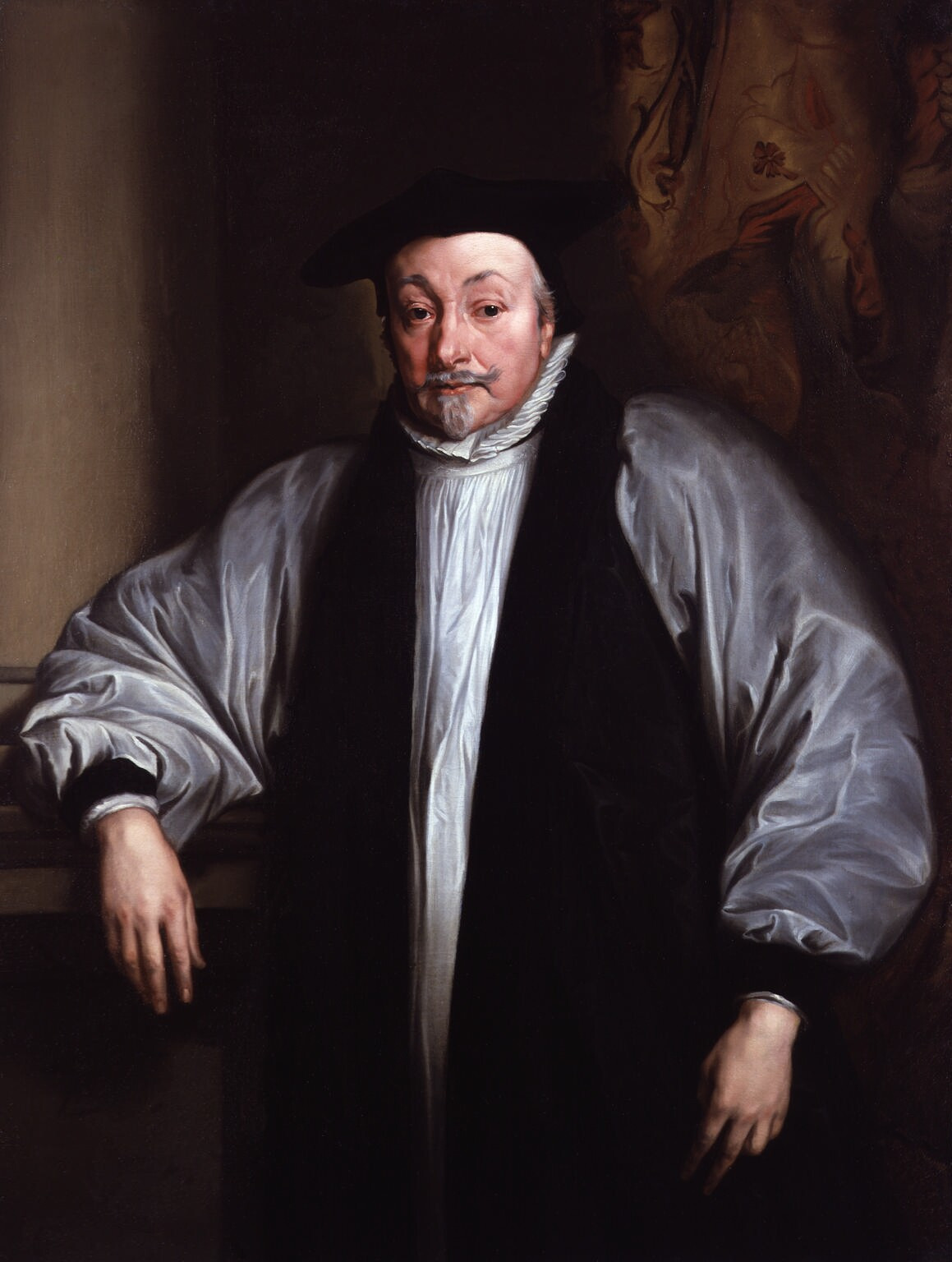
O arcebispo de Canterbury, William Laud, vestindo uma chimere negro.

A chamarra ou chimere é uma peça de vestuário usado por bispos anglicanos, se assemelha a um traje acadêmico, e geralmente é feito de cor preta, escarlate ou roxo. No vestuário inglês moderno é usado como parte do cerimonial vestido de bispos. É um longo sem mangas vestido de seda ou cetim, aberto na frente, reuniram-se na parte de trás entre os ombros, e com aberturas para os braços.
A palavra de origem indefinida, possivelmente derivou, em última análise, do grego antigo: χειμέριος, cheimérios, originalmente referido a um sobretudo de inverno (ver o monstro mitológico cognitivo Quimera).
A origem do chimere tem sido objeto de muito debate;  mas a visão de que é uma modificação do problema agora é descartada, e é praticamente provado ser inspirado no tabard medieval (tabardum, taberda ou colóbio), uma peça de vestuário superior usada na vida civil por todas as classes de pessoas, tanto na Inglaterra e no estrangeiro. Tem, portanto, uma origem comum com certos itens de vestimenta acadêmica.

## Sobrepeliz

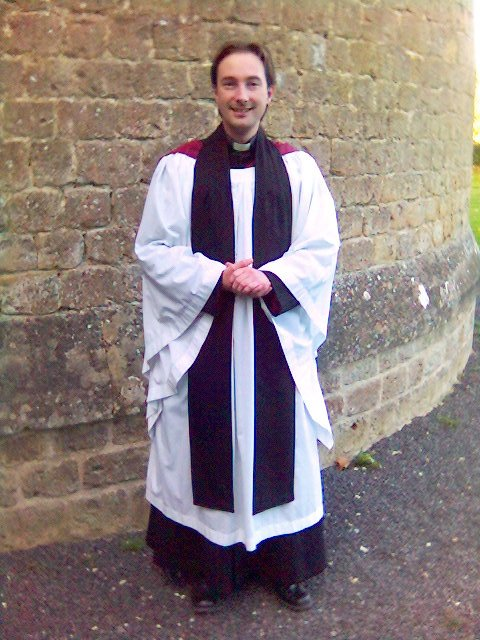
Reverendo anglicano com sobrepeliz branco e um tippet preto sobre a batina.

O livro de oração comum anglicano de 1552 do reinado de Eduardo VI, prescreveu a sobrepeliz e o tippet como únicas vestimentas dos sacerdotes a serem usadas pelos ministros da igreja. Os reformistas mais extremos atacaram furiosamente o seu uso, mas, apesar dos seus esforços, o Ato de Uniformidade de Elizabeth (1559) manteve a roupa, e as ordens emitidas sob a sua autoridade impuseram o seu uso. E embora não tenha proibido, tornou desnecessário o uso de paramentos como a casula, pluvial e similares. O tippet se tornou a marca registrada dos sacerdotes da Igreja Anglicana.
A forma tradicional do sobrepeliz branco na Igreja da Inglaterra sobreviveu nos tempos pós-Reforma: uma túnica de linho branco, de mangas largas, muito cheias e atingindo quase ou completamente os pés. 
O clero empregou como uma marca distintiva o tippet ou lenço mencionado acima, uma ampla faixa de seda preta desgastada em estola, mas não deve ser confundida com a estola, uma vez que não tem significado litúrgico e originalmente formou uma mera parte do clérigo vestido ao ar livre, antes da reforma na Inglaterra, os sacerdotes ingleses usavam as tradicionais vestes romanas, alva, estola e casula e apenas depois de 1552 foram criados e passaram a ser usados o trippet e chamarra pelos sacerdotes.
|       |                       |         |        |                        |
| Bispo | Presbítero (Ministro) | Diácono | Leitor | Leigo (membro do coro) |

## Galeria

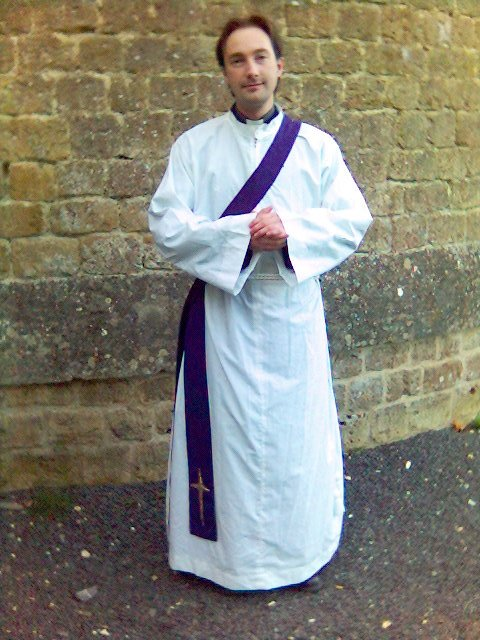
Um diácono vestido com uma Alva.
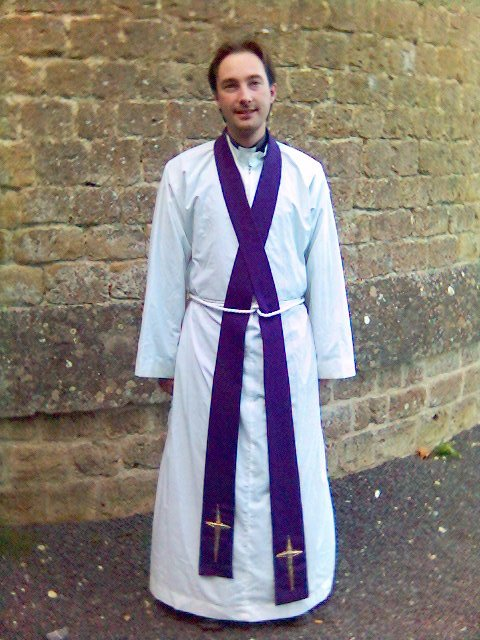
Com cíngulo branco
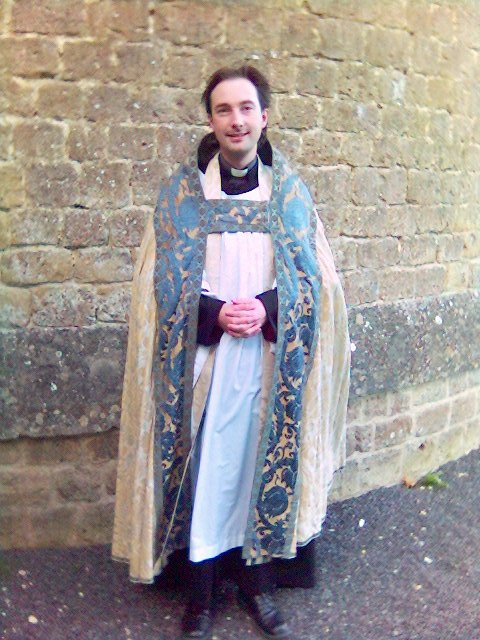
Com capa de asperges.
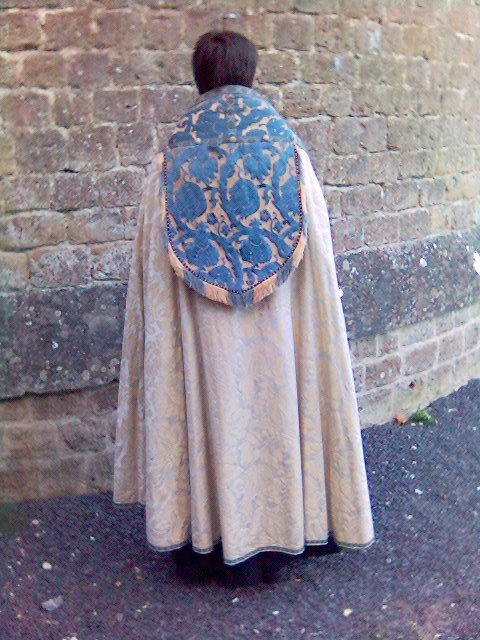
Com pluvial anglicano.
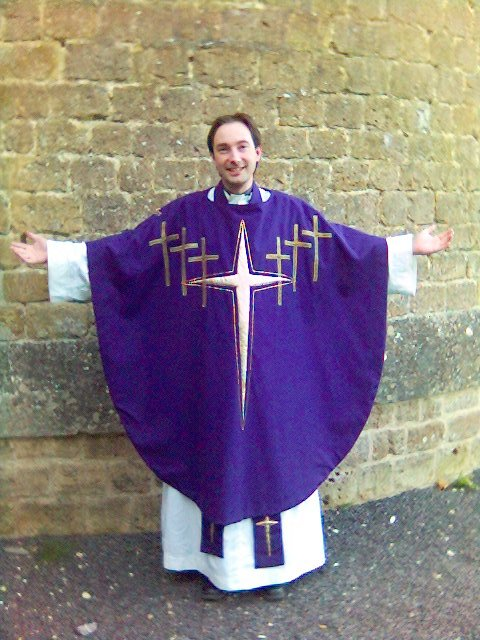
Com casula da cor purpura.
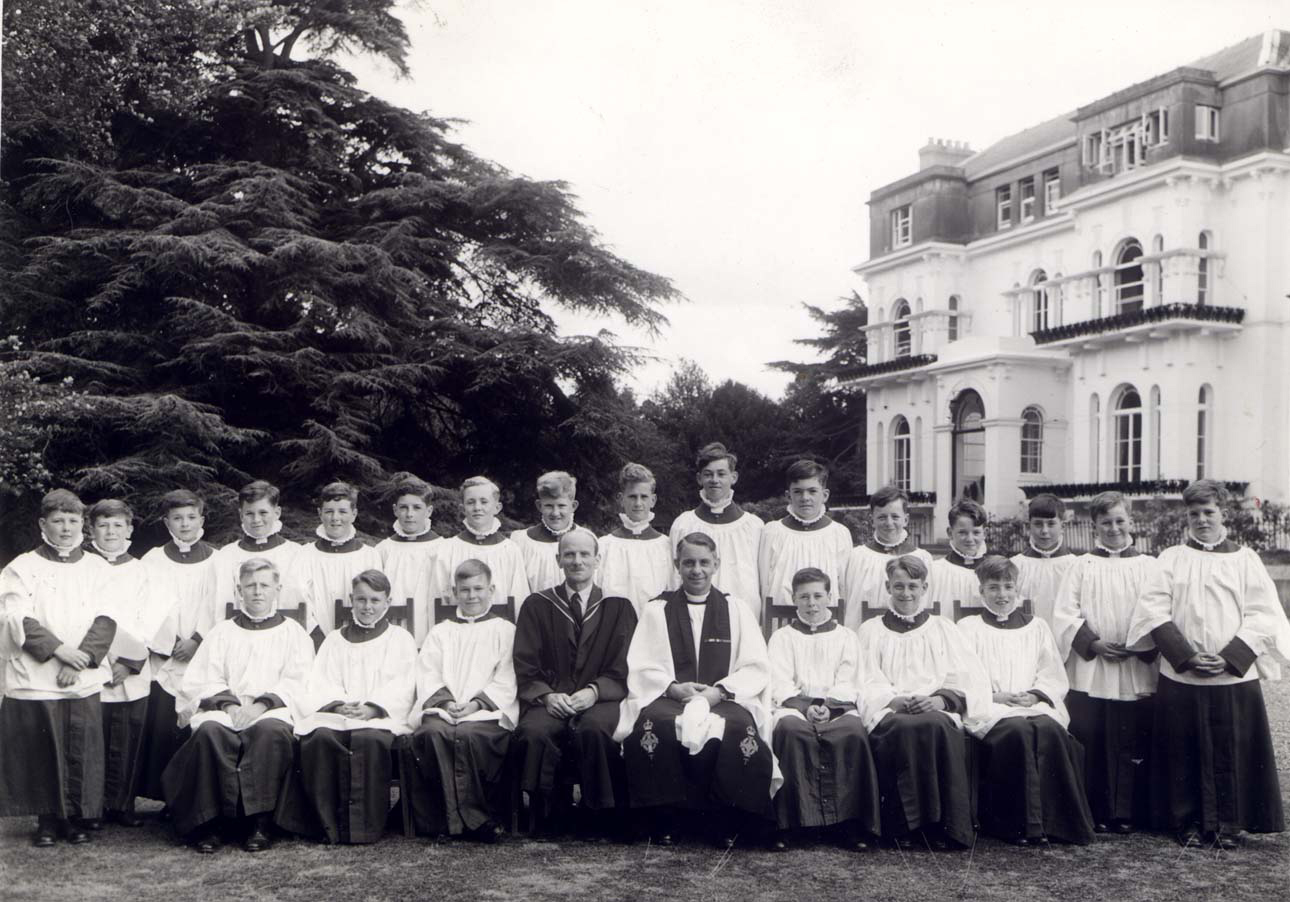
Um coro escolar usando Sobrepeliz.
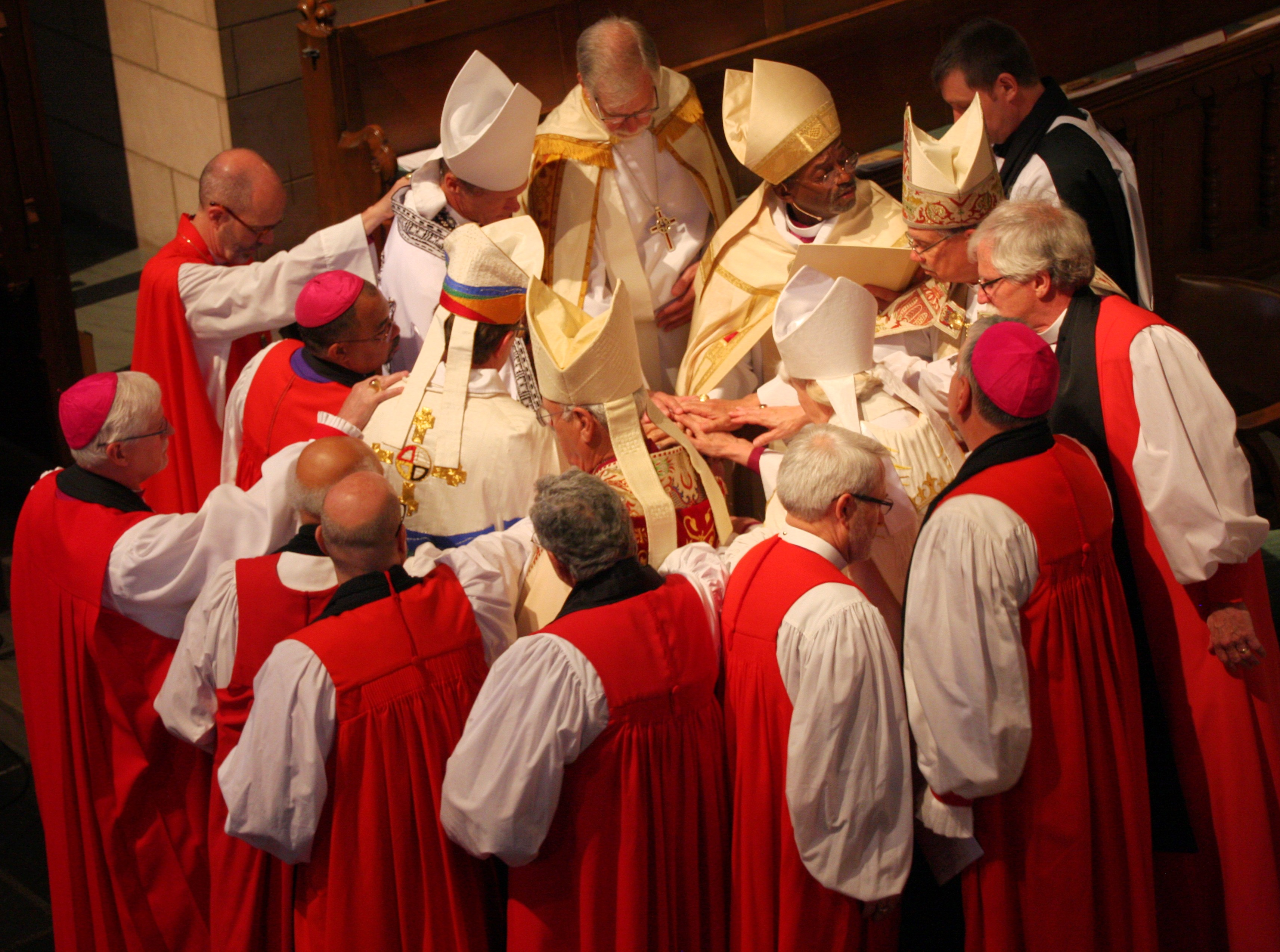
Bispos da Igreja episcopal com Solidéu e mitra em uma consagração.